# Stortjärnen (Föllinge socken, Jämtland, 706427-144759)
Stortjärnen är en sjö i Krokoms kommun i Jämtland och ingår i Indalsälvens huvudavrinningsområde. Sjön har en area på 0,125 kvadratkilometer och ligger 312 meter över havet.

## Delavrinningsområde
Stortjärnen ingår i det delavrinningsområde (705917-144813) som SMHI kallar för Mynnar i Sandvikssjön. Medelhöjden är 350 meter över havet och ytan är 56,78 kvadratkilometer. Det finns inga avrinningsområden uppströms utan avrinningsområdet är högsta punkten. Tvärvalan som avvattnar avrinningsområdet har biflödesordning 3, vilket innebär att vattnet flödar genom totalt 3 vattendrag innan det når havet efter 236 kilometer. Avrinningsområdet består mestadels av skog (80 procent) och sankmarker (10 procent). Avrinningsområdet har 0,13 kvadratkilometer vattenytor vilket ger det en sjöprocent på 0,2 procent.